# Biserica Sfântul Nicolae din Câmpulung Moldovenesc

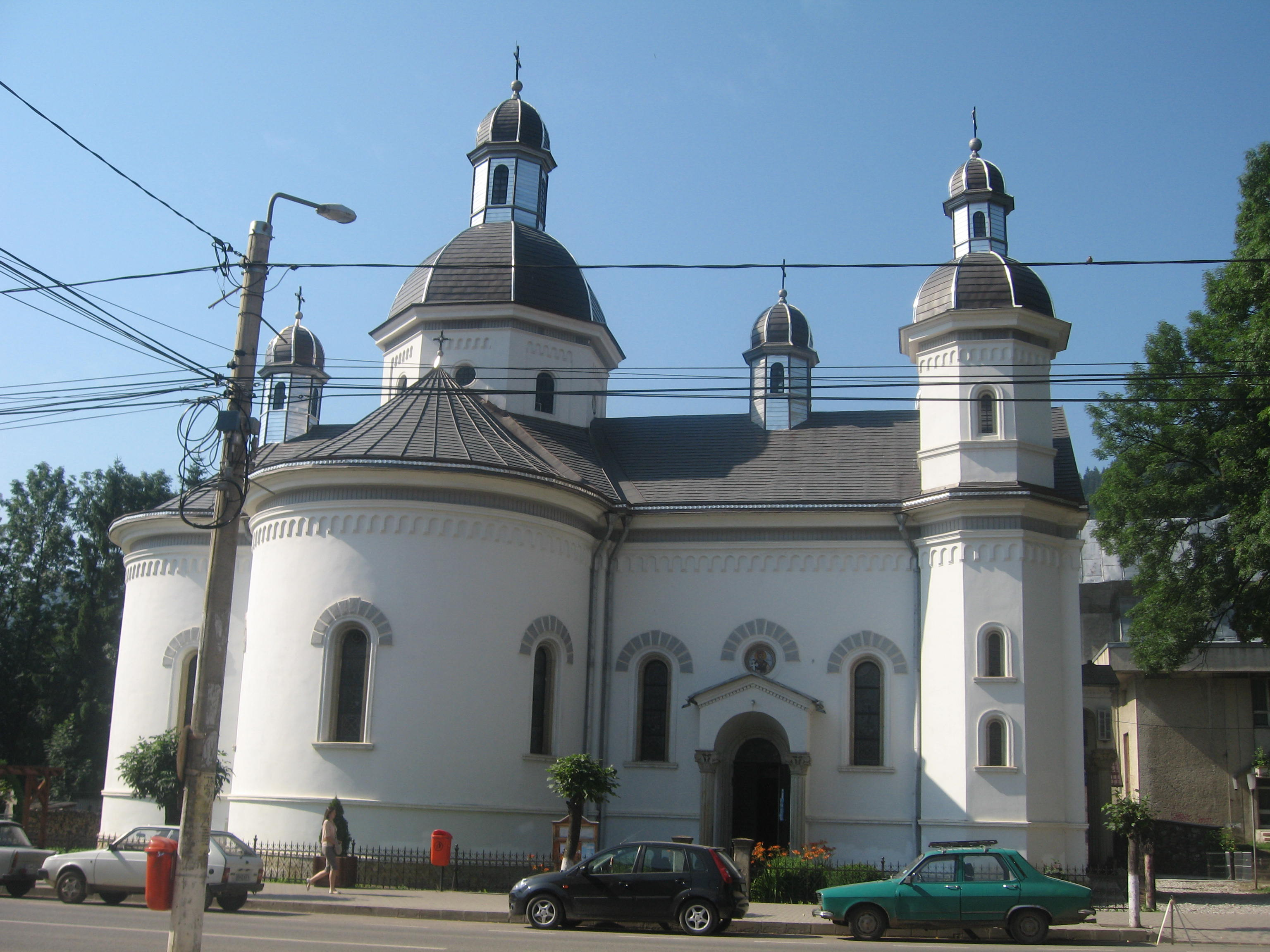
Biserica „Sf. Nicolae” din Câmpulung Moldovenesc

Biserica „Sf. Nicolae” din Câmpulung Moldovenesc a fost construită în perioada 1887–1896 în centrul orașului Câmpulung Moldovenesc. Ea se află localizată pe Calea Bucovinei nr. 24, lângă parcul central al municipiului. 
Anterior, pe locul ei s-a aflat o altă biserică de lemn cu același hram, „Sf. Nicolae”, care a fost construită conform tradiției în 1698. 

## Istoric

### Prima biserică
După cum atestă Condica Cronicală a Parohiatului Ortodox Oriental „Sf. Nicolai”, începută în anul 1890, „pe locul unde se află acum biserica Sfântului Ierarch Nicolai, era înainte o biserică de lemn numită și «biserica domnească», probabil de aceeea, că era zidită de Domnul Moldovei Ioan Calimah și de tatăl său, Toader Calmășul, vornic al Câmpulungului. Biserica aceasta să fi fost zidită la anul 1698, deci pe un timp, când Domnul Moldovei, Ioan Teodor Calimah, care a domnit de la 1758–1761, a fost încă de tot tânăr, ba chiar un copil, așa că zidirea bisericii celei vechi de lemn este a se atribui mai mult tatălui lui Ioan Calimah, adică vornicului Toader, care nu se chiema Calimah, ci Calmășul.”
Este greu de precizat dacă anul construirii vechii biserici de lemn este 1698, pentru că domnitorul Ioan Teodor Callimachi a domnit în perioada 1758–1761. Oricare ar fi anul construcției, este cert că tatăl viitorului domnitor, Toader Călmașul (sau Calmășul după alte surse), a fost unul dintre cei doi vornici ai Câmpulungului. Numele său este menționat într-un zapis din 17 ianuarie 7237 (1729). Fiind legat de locul unde probabil a copilărit, domnitorul Ioan Teodor Callimachi a acordat privilegii și scutiri de dări câmpulungenilor.
Vechea biserică de lemn avea dimensiuni mici și hramul „Sfântul Ierarh Nicolae”. Cel mai vechi document în care este menționat acest lăcaș de cult este protocolul discosului, în care sunt înscrise veniturile bisericii începând din noiembrie 1790. În biserică au fost introduse condicile mitricale pentru cei născuți începând cu 6 noiembrie 1801, pentru cei cununați de la 26 ianuarie 1802 și pentru cei decedați de la 13 februarie 1802.
Cronicile parohiei atestă ca slujitori ai acestei biserici pe următorii preoți:
- Alexandru Corlățan – paroh,
- Vasile Mândrilă – paroh,
- Simion Grigorovici – paroh,
- Grigore Grămadă – paroh,
- Ioan Grămadă – paroh,
- Nicolai Ciupercovici – paroh (1806–1823),
- Ioan Grămadă – paroh,
- George Cosenschi – administrator parohial (1824–1827 și 1831–1832),
- Vasile Burac – administrator parohial (1827–1831),
- Ioan Dașchevici – paroh (1832–1867),
- Teodor Ianovici – paroh (1867–1868),
- George Balmoș – administrator parohial (1868–1869),
- Vasile Cocorean – paroh (1869–1890).

Ca urmare a creșterii populației, mica biserică de lemn a devenit neîncăpătoare și atunci obștea (în frunte cu preotul paroh Vasile Cocorean) a hotărât să construiască o biserică mai mare. Prin decizia Consistoriului Arhiepiscopesc nr. 1802 din 10/22 martie 1887 s-a aprobat desfacerea bisericii vechi și s-a orânduit ca parohienii de la „Sf. Nicolae” să primească Biserica „Nașterea Domnului” (filială a Parohiei „Adormirea Maicii Domnului”) pentru săvârșirea slujbelor religioase.
În acea perioadă, locuitorii din Ciumârna intenționau să construiască o biserică filială, ei aparținând de Parohia din Rușii-Moldoviței. La 18/30 mai 1887, Consiliul Parohiei „Sf. Nicolae” din Câmpulung a trimis câteva scrisori Protopresviteriei districtuale, Parohiei din Rușii-Moldoviței și comunității ortodoxe din Ciumârna în care își exprimau hotărârea de a dărui vechea biserică de lemn comunității din Ciumârna. Parohia Rușii-Moldoviței a răspuns la 28 mai/9 iunie 1887 că locuitorii din Ciumârna primesc biserica și se obligă să cumpere și catapeteasma.
Aflându-se de apropiata vizitare a Bucovinei de către principele de coroană Rudolf, unicul fiu al împăratului Franz Joseph al Austriei și moștenitor al tronului, s-a procedat la urgentarea lucrărilor în scopul de a se face sfințirea temeliei bisericii noi în prezența înaltului oaspete. Astfel, la 3/15 iunie 1887, parohul Tit Onciul de la Parohia „Adormirea Maicii Domnului” a predat cheia bisericii filiale cu hramul „Nașterea Domnului” parohului Vasile Cocorean de la Parohia „Sf. Nicolae”, fiind de față vicarul protopresviterial George Balmoș, precum și epitropii de la ambele parohii. Apoi, la 5/17 iunie 1887, s-au transportat la Biserica „Nașterea Domnului” Sf. Antimis, chivotul cu Sfintele Taine și alte lucruri transportabile de la biserica ce urma a fi desfăcută. Timp de o săptămână, cinci bărbați din Ciumârna au lucrat la desfacerea bisericii de lemn și însemnarea bârnelor. Acestea au fost tranportate apoi, împreună cu catapeteasma, la Ciumârna, în timp ce dranița și lemnele putrede au fost arse în curtea bisericii în zilele de 8 și 9 (20 și 21) iunie 1887.

### Biserica actuală
Construcția noii biserici de lemn a durat 9 ani (1887–1896). Proiectul bisericii a fost realizat de arhitectul Cosinschi. Piatra de temelie a noului lăcaș de cult a fost sfințită la 28 iunie/10 iulie 1887 de către protopresviterul districtual Dimitrie Zurcan (ca delegat al mitropolitului Silvestru Morariu-Andrievici), în prezența a șase preoți. Ziua de sfințire a fost anumit aleasă deoarece atunci trebuia să treacă prin localitate principele de coroană Rudolf, unicul fiu al împăratului Franz Joseph al Austriei și moștenitor al tronului. Acesta a sosit la Câmpulung la orele 10-11 în sunetele clopotelor și în aclamațiile de „Să trăiască”, fiind primit la arcul triumfal cu pâine și sare de către primarul orașului, Beligan. La momentul sosirii, fusese sfințită deja piatra de temelie și înălțată crucea. Principele și însoțitorii săi (ministrul agriculturii Julius von Falkenhayn, baronul Felix Pino von Friedenthal, contele Bombelles etc.) au semnat actul de ctitorire, iar înaltul oaspete a dat apoi trei lovituri de ciocan în piatra unghiulară în care a fost depus documentul. După aceasta, s-a intonat imnul împărătesc și s-a cântat „Mulți ani trăiască”, iar principele s-a deplasat la Palatul comunal unde a servit masa și apoi a părăsit orașul la ora 12,30.
Cheltuielile pentru construcția bisericii au fost suportate parțial de Fondul Bisericesc al Bucovinei, o altă parte provenind din donațiile credincioșilor, printre care și cele ale Comunității Evreilor din Câmpulung. În semn de recunoștință a efortului credincioșilor de religie mozaică, s-a amplasat pe frontonul dinspre vest al bisericii o Stea a lui David într-un ancadrament circular. Acest însemn a fost acoperit ulterior cu tencuială. Termenul pentru construirea bisericii era estimat a fi sfârșitul anului 1889, dar lucrările s-au prelungit mai mulți ani.
Biserica a fost sfințită la 1/13 septembrie 1896 de către mitropolitul Arcadie Ciupercovici al Bucovinei și Dalmației, în cadrul unor solemnități deosebite. Aceasta a fost prima biserică sfințită de mitropolitul Arcadie după înscăunarea acestuia. Înaltul ierarh era originar din Câmpulung, iar tatăl său, Nicolae Ciupercovici, slujise la biserica de lemn „Sf. Nicolae” ca paroh (1806–1823).
În anul 1900 s-a construit o clopotniță din cărămidă, pe temelie de piatră, care a fost amplasată la o distanță de 100 m sud-vest de biserică.
În anul 1905, gardul împrejmuitor din lemn a fost înlocuit cu un gard cu grilaj de fier așezat pe un postament de piatră cimentată. Acest gard există și în prezent, iar cheltuielile de împrejmuire s-au ridicat la 6.500 de coroane.
În curtea bisericii, înspre sud-est, au fost amplasate două cruci de piatră și anume:
- o primă cruce s-a ridicat în anul 1902; pe corpul său se află următoarea inscripție: „Această sfântă cruce sau Așeḑat spe, AMintirea, sf-tei Bisercei aceștiea, cu sirguinta lui Toader Porcuțan născut în anu 1847 și cu soțiea lui Vărvara TItor și EPItrop la sf-ta Biserica aceasta spre eterna Amintire Anul. 1902.”.
- a doua cruce s-a ridicat în anul 1906; pe corpul său se află următoarea inscripție: „Aceasta sf. cruce sa făcut cu cheltueala lui Alexander Flocea și a sotiei sale Elisasveta in anul 1906.”.

Pictura interioară a bisericii a fost realizată în primăvara anului 1912 de către pictorul Franz Jahoda din Cernăuți, angajat prin concurs. Pictura a fost realizată în motive artistice amintind stilul broderiei tradiționale, sub boltă fiind pictați, în ulei, cei patru evangheliști. Pentru această lucrare, pictorul a primit 3.000 de coroane, din care 1.123 coroane au provenit din contribuția parohiei, iar restul de la Fondul Bisericesc al Bucovinei. Cu acest prilej, s-a introdus în biserică lumina electrică. Tot în 1912 s-a înlocuit policandrul cel mare în greutate de 300 kg cu unul nou, care a costat 210 coroane, iar policandrul vechi a fost donat Școlii Speciale.

### Reparații
După cum se precizează în Anuarul Mitropoliei Bucovinei pe anul 1937, Biserica „Sf. Nicolae” din Câmpulung Moldovenesc avea o casă parohială de cărămidă, o sesie parohială de 12 ha, o sesie a cântărețului de 3 ha și o sesie a ponomarului de 1 ha. Parohia avea în îngrijire spirituală 520 familii cu 2.000 credincioși.
Biserica a suferit avarii în timpul celui de-al Doilea Război Mondial, fiind cuprinsă și de un incendiu. În timpul parohului George Antonescu (1963-1977) s-au efectuat ample lucrări de reparații exterioare și s-au repictat pereții interiori. De asemenea, în 1968 s-au recondiționat patru policandre și s-a reparat clopotul. Tot atunci s-au executat lucrări de reparații la casa parohială, unde s-a instalat sistemul de încălzire. Multe familii de enoriași ai parohiei au donat sume importante pentru cumpărarea de prapori și veșminte preoțești, perdele de pluș la icoane și terapoade, cât și perdele de mătase brodate.
La 4 aprilie 1965 s-a ținut un concurs pentru adjudecarea lucrărilor de repictare în tehnica fresco. Pereții altarului au fost pictați de pictorul bucureștean Eugen Profeta, care a finalizat lucrarea în octombrie 1965. El a pictat o suprafață de 186 m², primind suma de 23.492 lei. Pictura interiorului a fost continuată de Constantin Călinescu care a pictat pereții naosului și ai pronaosului, terminând lucrarea în 1967. El a pictat o suprafață de 1.314,554 m², devizul lucrării fiind de 162.492 lei. Se prevedea și efectuarea unor lucrări de pictură exterioare, pentru care s-a calculat un deviz de 42.640 lei, dar acestea nu s-au mai efectuat din lipsă de fonduri. 
După finalizarea tuturor aceste lucrări, Biserica „Sf. Nicolae” a fost resfințită în anul 1969 de Irineu Crăciunaș „Suceveanul”, episcop-vicar al Arhiepiscopiei Iașilor, înconjurat de un sobor de preoți format din Eusebie Șerban, George Antonescu, Valerian Ghenghea, Nicolae Pentelescu ș.a. 
Autoritățile comuniste au impus cedarea a 2/3 din grădina casei parohiale în folosul amenajării unui parc, apoi și a treimii rămase pentru extinderea Casei de Cultură și amenajarea unor terenuri sportive.
În anii următori au fost efectuate și alte lucrări de renovare. S-a montat o pardoseală de gresie, s-a introdus o instalație de încălzire centrală și s-au donat noi obiecte de cult de către credincioși. Noile lucrări au fost sfințite la 7 iunie 1981 de mitropolitul Teoctist Arăpașu al Moldovei și Sucevei, înconjurat de un sobor de 14 preoți. Cu acest prilej, înaltul ierarh a acordat gradul de iconom stavrofor preoților Dragoș Păduraru și Vasile Dragu.
În anii '90 ai secolului al XX-lea, s-a refăcut acoperișul bisericii, montându-se o învelitoare din tablă de cupru. De asemenea, s-a curățat pictura bisericii, s-a construit un diaconicon la intrarea în altar și s-a achiziționat o a doua casă parohială.
Începând din anul 1992, Parohia „Sf. Ierarh Nicolae” din Câmpulung Moldovenesc derulează o serie de activități social-filantropice, fiind amenajată o urnă specială pentru cei nevoiași. Din banii strânși au fost ajutate mai multe familii sărace, cu mulți copii, precum și persoane cu dizabilități, atât cu bani, cât și cu materiale de construcții pentru repararea locuințelor. În anul 2008 a fost înființată Asociația Frăția Ortodoxă „Sfinții Apostoli Andrei și Filip” care sprijină persoanele nevoiașe, familiile cu mulți copii, bătrânii singuri și bolnavii imobilizați la pat. În anul 2010 a început construcția în curtea bisericii a unui centru social-filantropic, care urma să deruleze activități cultural-religioase și caritative. Aici a fost organizat un spațiu pentru activitățile sociale, o bibliotecă, o casă de prăznuire, precum și o cantină pentru cei nevoiași.

### Preoți care au slujit la această biserică
Cronicile parohiei atestă ca slujitori ai acestei biserici pe următorii preoți-parohi: 
- Vasile Cocorean – paroh (1869 – 21 iunie 1890). S-a născut în 1832, a fost protopresviter și paroh la Biserica „Sf. Nicolae” din Câmpulung (1869–1890). A decedat la 21 iunie 1890, fiind înmormântat în curtea Bisericii „Sf. Nicolae”.
- George Mihăescu – administrator parohial (1890)
- Dumitru Brăilean – administrator parohial (1890–1893)
- Teodor Doboș – paroh (1893–1897)
- Nicolae Țurcan – administrator parohial (martie 1898 – iunie 1901) și paroh (iunie 1901 – 8 septembrie 1928). S-a născut în 1857 și a absolvit Facultatea de Teologie din Cernăuți. A fost preot ajutor la Biserica „Sf. Mihail și Gavriil” din Marginea (1883–1898), apoi administrator parohial (martie 1898 – iunie 1901) și paroh (iunie 1901 – 8 septembrie 1928) la Biserica „Sf. Nicolae” din Câmpulung. A decedat la 8 septembrie 1928, fiind înmormântat în curtea Bisericii „Sf. Nicolae”.
- Gheorghe Agapi – administrator parohial (1928–1929)
- Ilie Păsăilă – paroh (1 aprilie 1929 – 26 noiembrie 1945). S-a născut în 3 iunie 1882 în localitatea Straja, a absolvit Facultatea de Teologie din Cernăuți (1907) și a devenit doctor în teologie (1910). A fost preot ajutor și apoi vicar parohial la Volovăț (1912–1916), paroh la Negrileasa (1916–1919), la Vatra Moldoviței (1919–1929) și apoi la Biserica „Sf. Nicolae” din Câmpulung (1929–1945). În iunie 1936 a fost unul dintre fondatorii Bibliotecii orașului Câmpulung Moldovenesc (cea mai veche bibliotecă publică din județul Suceava și a doua ca mărime după Biblioteca Județeană Suceava).[16] A fost ridicat la rangul de protopresviter (1 ianuarie 1937), având drept de a îmbrăca epigonațiul și de a avea bumb roșu la gulerul reverendei, apoi la cel de protopresviter stavrofor. A decedat la 26 noiembrie 1945, fiind înmormântat în curtea Bisericii „Sf. Nicolae”.
- Eusebie Șerban – paroh (1945–1963). S-a născut în 11 iunie 1894 în localitatea Șcheia și a absolvit Facultatea de Teologie din Cernăuți (1922). A fost preot ajutor la Mihoveni (1922–1923) și Pătrăuți (1923–1926), apoi paroh la Stulpicani (1926–1945) și la Biserica „Sf. Nicolae” din Câmpulung (1945–1963). A îndeplinit pentru o perioadă funcția de protopop de Câmpulung (1945–1950). A decedat la 4 noiembrie 1982, fiind înmormântat în curtea Bisericii „Sf. Nicolae”.
- George Antonescu – paroh (1963–1977). S-a născut la 11 iunie 1908 în suburbia Horecea a orașului Cernăuți și a absolvit Facultatea de Teologie din Cernăuți (1933). A fost preot la Mămăeștii Noi (1935–1937), șef de birou la Secția Culturală a Mitropoliei Bucovinei (1937–1950), preot slujitor la Biserica „Sf. Dumitru” din Suceava (1946–1950), preot slujitor (1950–1963) și paroh (1963–1977) la Biserica „Sf. Nicolae” din Câmpulung. A îndeplinit pentru o perioadă funcția de protopop de Câmpulung Moldovenesc (1952–1959). S-a pensionat în 1977. A fost distins cu gradul de protopresviter stavrofor. A publicat mai multe volume de poezie (Frângeri, 1940; Neuitatele plaiuri natale, vol. I: Poezii, 1992), un volum de proză (Neuitatele plaiuri natale, vol. II: Proză, 1993) și un roman (Tabăra cu stângeni, 1940). A decedat la 1 iunie 1993, fiind înmormântat în Cimitirul „Ionei” din Câmpulung Moldovenesc.
- Dragoș Păduraru – paroh (1977–2009). S-a născut în 24 iunie 1929 în localitatea Sinăuții de Jos din comuna Mihăileni și a absolvit Facultatea de Teologie din Cluj (1952). A fost preot la Poieni-Solca (1952–1962), secretar al Protopopiatului Gura Humorului (1961–1962); a fost transferat apoi ca paroh la Voroneț (1962–1973), fiind în paralel secretar de protopopiat (1962–1970), muzeograf (1963–1970) și inspector misionar (1970–1973). În toamna anului 1973 a fost transfera la Biserica „Sf. Nicolae” din Câmpulung mai întâi ca preot II (1973–1977) și apoi ca paroh (1977–2009). A fost distins cu gradul de iconom stavrofor (1981). În anul 2006 a primit titlul de „Cetățean de onoare al municipiului Câmpulung Moldovenesc”. A decedat la 11 octombrie 2018, fiind înmormântat în curtea Bisericii „Sf. Nicolae”.[17]
- Ilie Macar – paroh (din 2009). S-a născut în 8 iulie 1961 în Câmpulung Moldovenesc și a absolvit Facultatea de Teologie din București (1989). A fost ghid la Mănăstirea Voroneț (1989–1990), apoi preot II (1990–2009) și paroh (din 2009) la Biserica „Sf. Nicolae” din Câmpulung. A obținut titlul de doctor în teologie al Universității din București (2002), cu teza intitulată Tăgăduirea învierii lui Hristos sau neînțelegerea acesteia: sursă principală a sectelor moderne. Între anii 2002–2008 a predat discipline de teologie sistematică și limba greacă veche la Seminarul Teologic Ortodox „Sfântul Mitropolit Dosoftei” din Suceava.

Pe lângă preoții parohi, în anumite perioade au activat și preoți cooperatori (de ajutor) printre care se află următorii: 
- Andrei Măntăluță – preot slujitor (1980–2003). S-a născut în 15 noiembrie 1920 în localitatea Manja din sudul Basarabiei și a urmat studii la Seminarul Teologic de la Mănăstirea Cernica și la Facultatea de Teologie din București, pe care a fost nevoit să le întrerupă ca urmare a începerii războiului. A fost trimis pe front, și-a reluat studiile după război și a fost arestat pentru participarea la mitinguri studențești și încarcerat la Penitenciarul Gherla. S-a îmbolnăvit în închisoare și, după eliberare, în anul 1948, a plecat în Ardeal, împreună cu soția sa, Sinclitica Ursache. A reușit să-și încheie studiile teologice la Suceava (unde fusese transferată temporar Facultatea de Teologie de la Cernăuți) și a slujit ca preot la mai multe parohii din Ardeal, îndeplinind pentru o vreme funcția de protopop al Protopopiatului Cehu-Silvaniei. În anul 1980 s-a pensionat și s-a stabilit la Câmpulung Moldovenesc, unde a fost preot slujitor și duhovnic la Parohia „Sf. Nicolae” și unde a murit în 25 mai 2011. A fost înmormântat în curtea Bisericii „Sf. Nicolae”.[18]
- Gheorghe Popa – preot slujitor (1983–1990).[19] S-a născut în 27 august 1956. A studiat în perioada 1977–1981 la Facultatea de Teologie Ortodoxă din București, specializându-se în teologie morală, a urmat între 1988–1992 cursurile Școlii Doctorale de la Facultatea de Teologie Ortodoxă din București și apoi, între 1992–1993, a studiat la Institutul Romand de Hermeneutică Sistematică din Neuchâtel (Elveția). În anul 1999 a obținut titlul de doctor în teologie al Universității din București cu teza intitulată Comuniune și înnoire spirituală în contextul secularizării lumii moderne. Preotul Gheorghe Popa a urmat o bogată carieră academică în cadrul Facultății de Teologie Ortodoxă din Iași: asistent universitar (1990–1992), lector (1992–2000), conferențiar (2000–2003) și profesor universitar (2003–prezent) în cadrul aceleiași facultăți.[20]
- Orest Babici (din 1999);
- Gheorghiță Niță (din 2010);
- Vasile-Florin Florescu (2017–2023).

## Arhitectura bisericii
Biserica „Sf. Nicolae” din Câmpulung Moldovenesc este construită în stil neobizantin. Monumentul are formă de cruce treflată, cu o cupolă mare și abside largi semicirculare, având dimensiunea exterioară de 40 de metri lungime, 25 de metri lățime în abside și 10 metri în pronaos. Edificiul are un acoperiș din tablă de cupru, pe care se află o turlă centrală, două turnuri masive care străjuiesc cafasul și alte două turle mai mici așezate pe coama altarului și a pronaosului. 
Lăcașul de cult este prevăzut cu trei uși: una pe latura de vest, una pe latura nordică a pronaosului și alta în peretele sudic al absidei altarului. 

## Obiecte de valoare
În biserică sunt păstrate mai multe obiecte cu valoare istorică și artistică cum sunt: 
- icoanele de pe catapeteasmă – care datează din 1895,
- patru icoane mai vechi, datând din secolele XVIII–XIX (Sfânta Treime, Maica Domnului cu Pruncul Sfânt, Sfântul Arhanghel Mihail și Sfânta Cuvioasă Parascheva),
- o icoană a Sfintei Ecaterina,
- un prapor pictat pe pânză, reprezentând pe o parte Sfânta Treime, iar pe cealaltă Sfântul Nicolae, pictat de Vasile Șandru din Rădăuți în anul 1842,
- două epitafuri datând din secolele XVIII–XIX, pictate pe pânză,
- două potire lucrate artistic în argint etc.

În clopotniță se află trei clopote și anume:
- un clopot cu diametrul de 45 cm, având turnată pe el iconița Sfântului Gheorghe călare. Acest clopot a fost turnat de meșterul Alfred Geib în anul 1880, el fiind donat bisericii de Ion Mercheș din Câmpulung și soția sa, Ecaterina.
- un clopot mare turnat în 1923 la Fabrica Coroana din București. El a fost sfințit la 30 septembrie 1923 de preotul paroh Nicolae Țurcan. Pe clopot se află gravată următoarea inscripție: „Turnat pentru mărirea lui Dumnezeu în timpul glorioasei domnii a Majestăților Lor regelui Ferdinand I și a reginei Maria, cu colecta credincioșilor bisericii Sf. Ierarh Nicolai din Câmpulung Bucovina, 1923, Fabrica Coroana, Nae Ionescu, București”.
- un clopot mijlociu cu diametrul de 62 cm, turnat în 1926 la Cernăuți. Pe clopot se află gravată următoarea inscripție: „Gustav Geib, Czernowitz, 1926”.
- Clopotul mare s-a stricat in anul 2013 si toate trei au fost mecanizate si reparate in anul 2015 si resfintite la data de 15.septembrie.2015 .

## Imagini

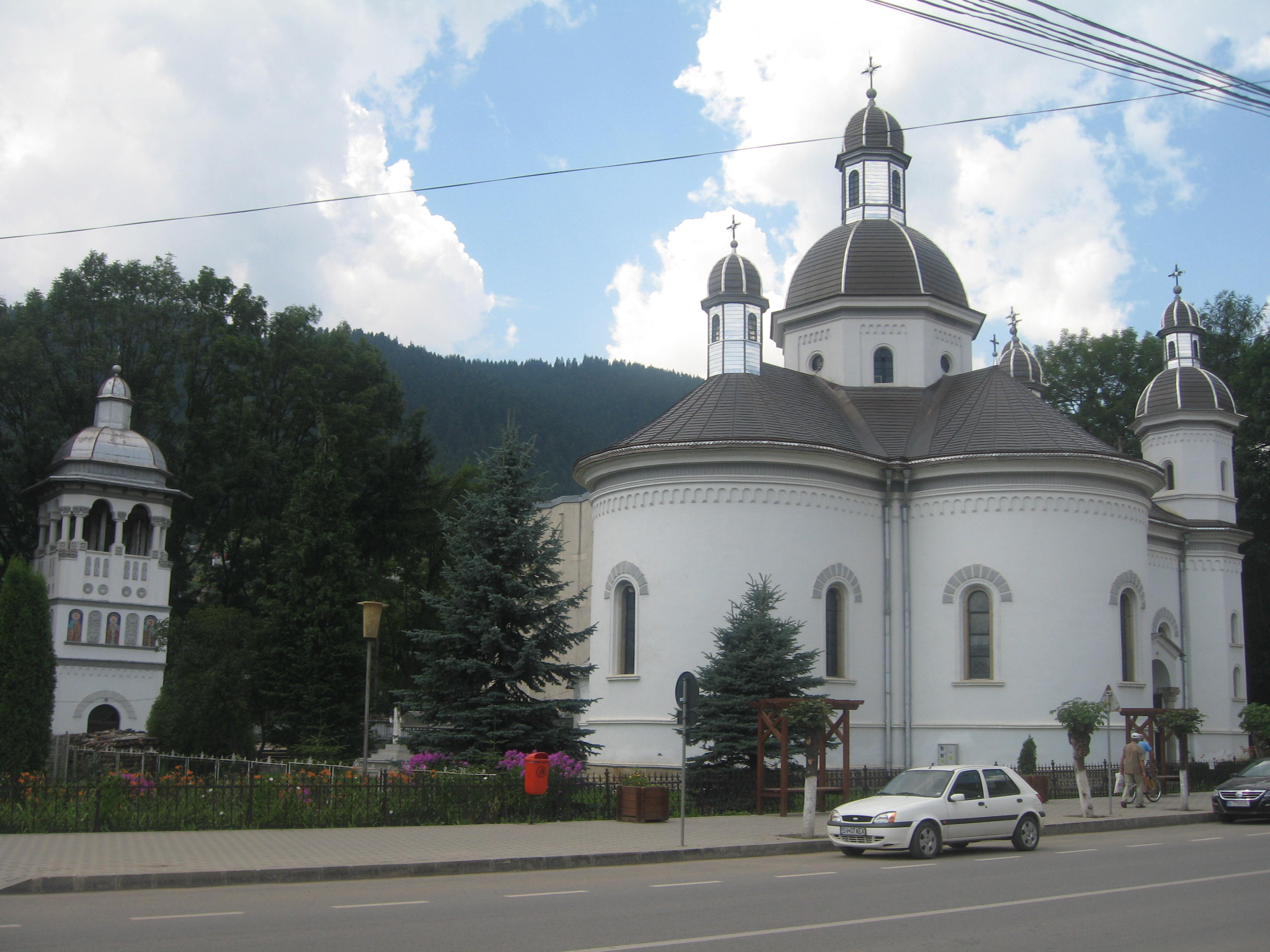
Biserica și clopotnița
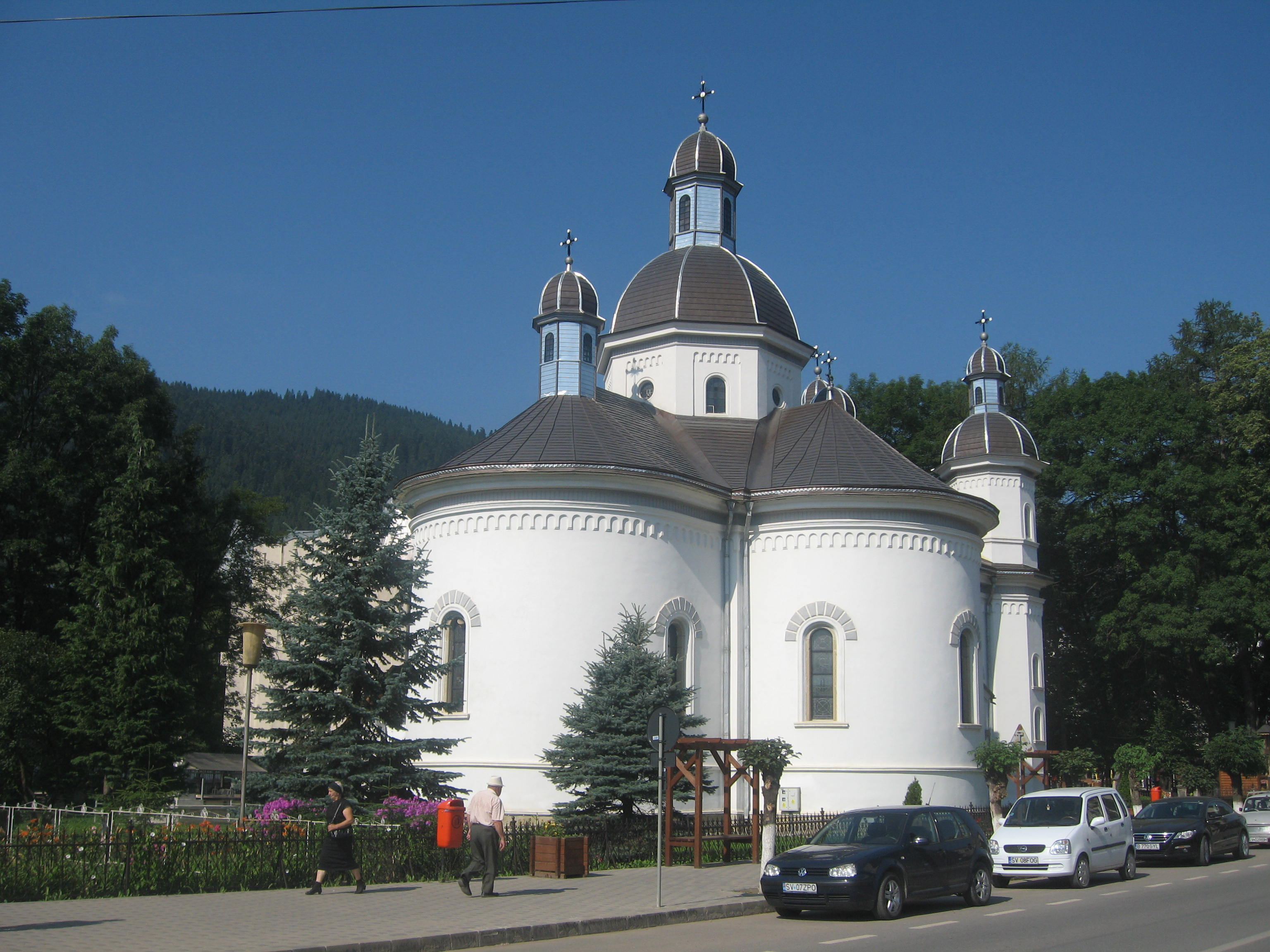
Biserica văzută dinspre nord-est
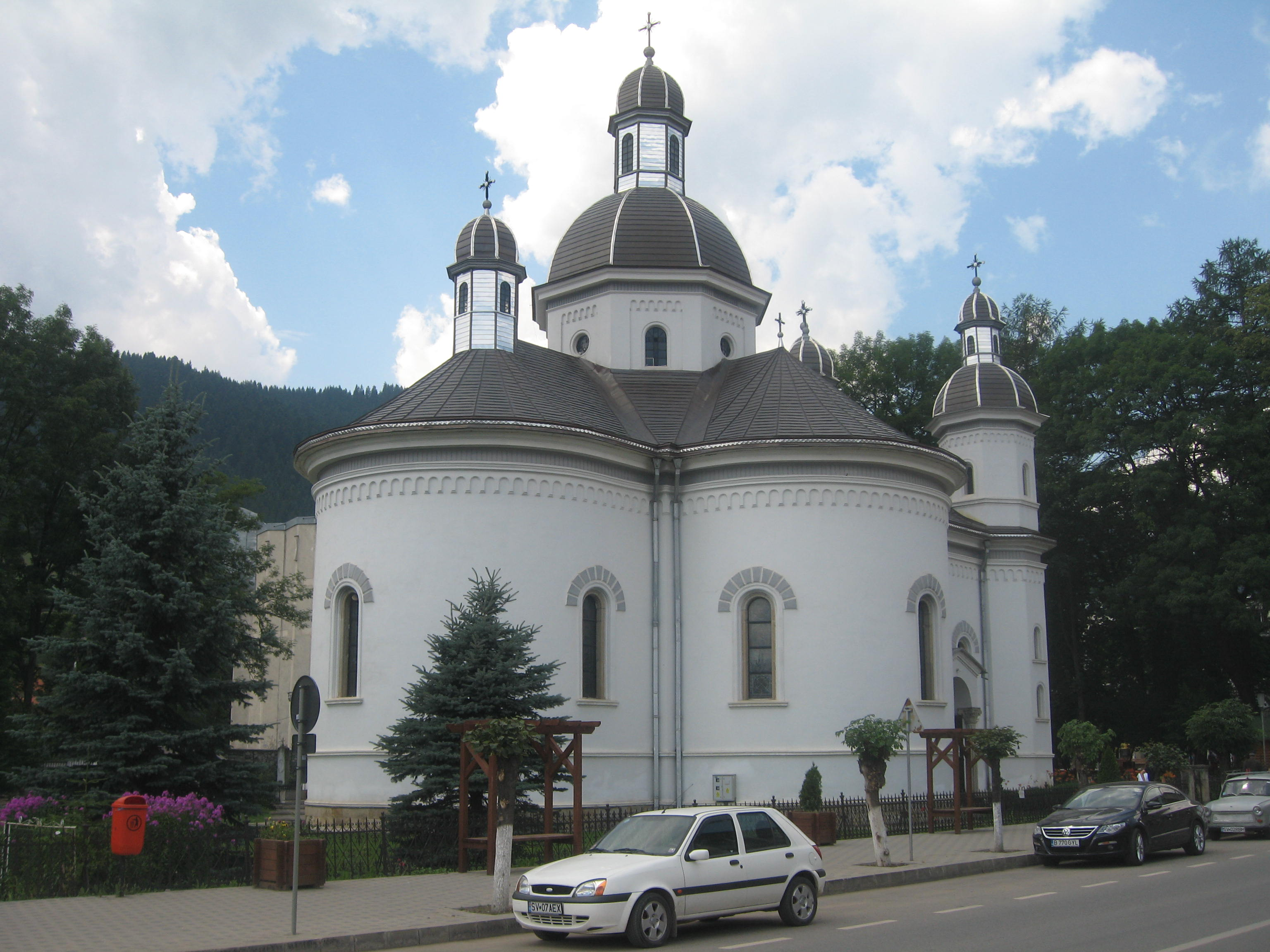
Biserica văzută dinspre nord-est
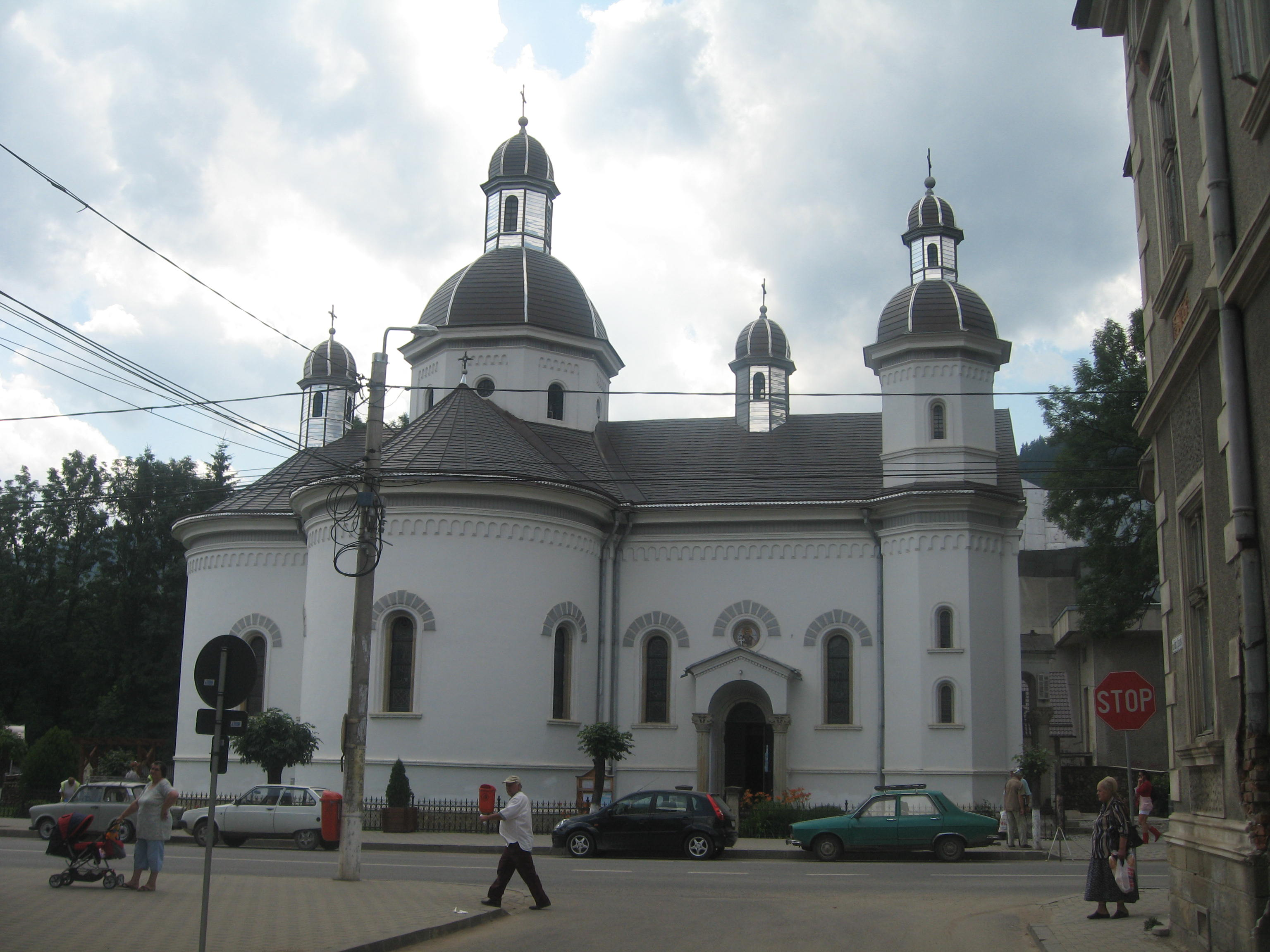
Vedere dinspre nord
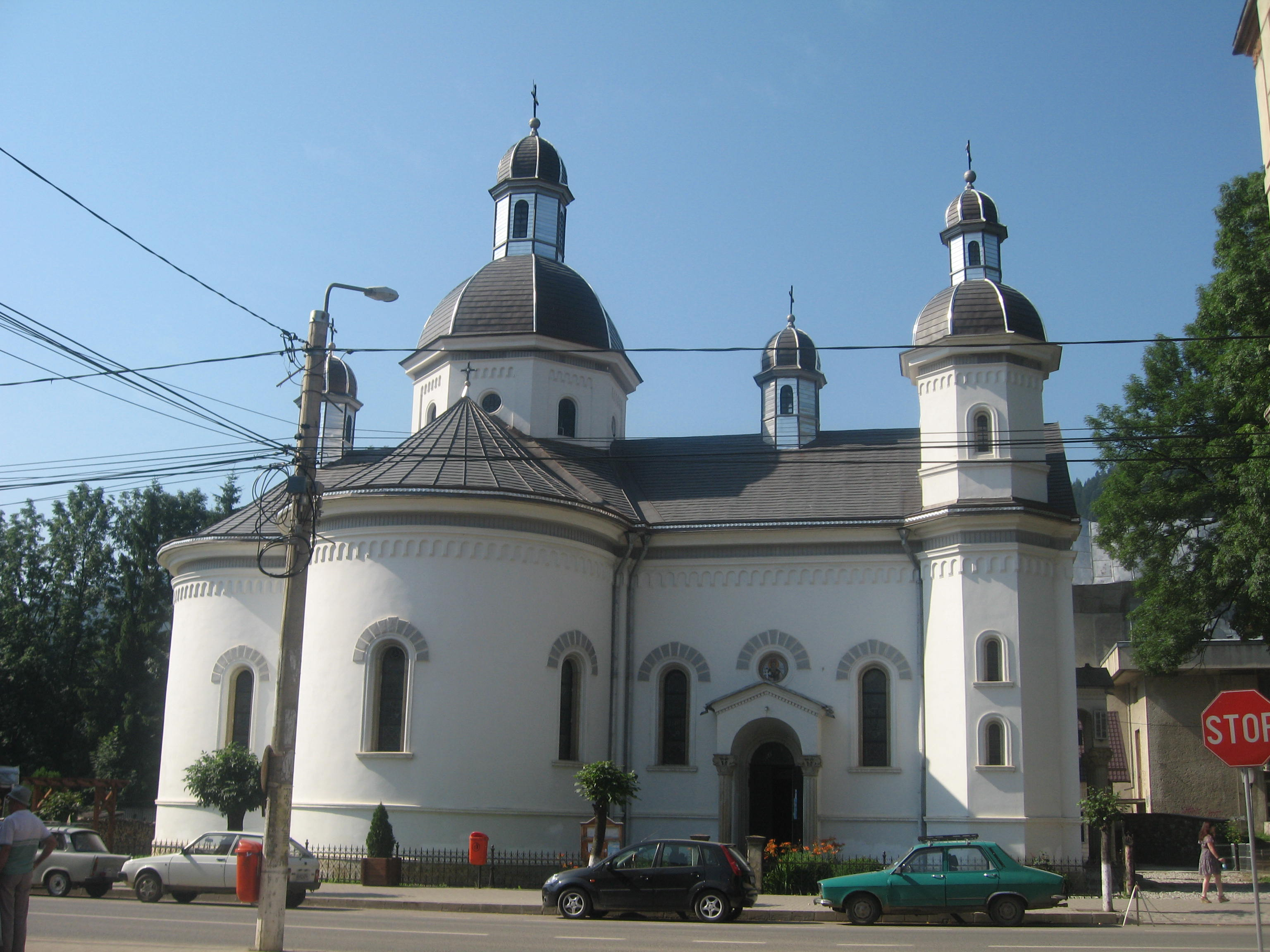
Vedere dinspre nord
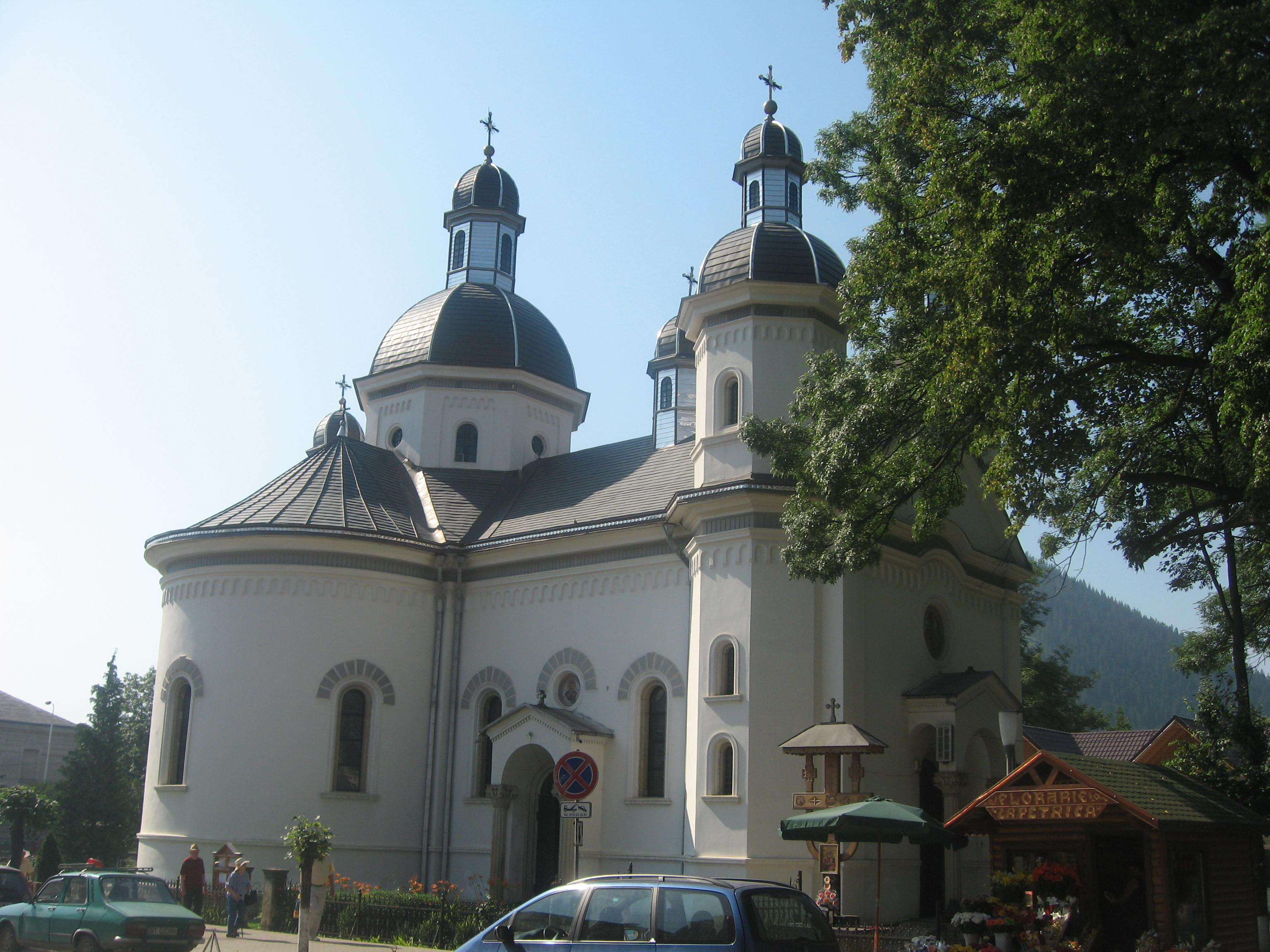
Vedere dinspre nord-vest
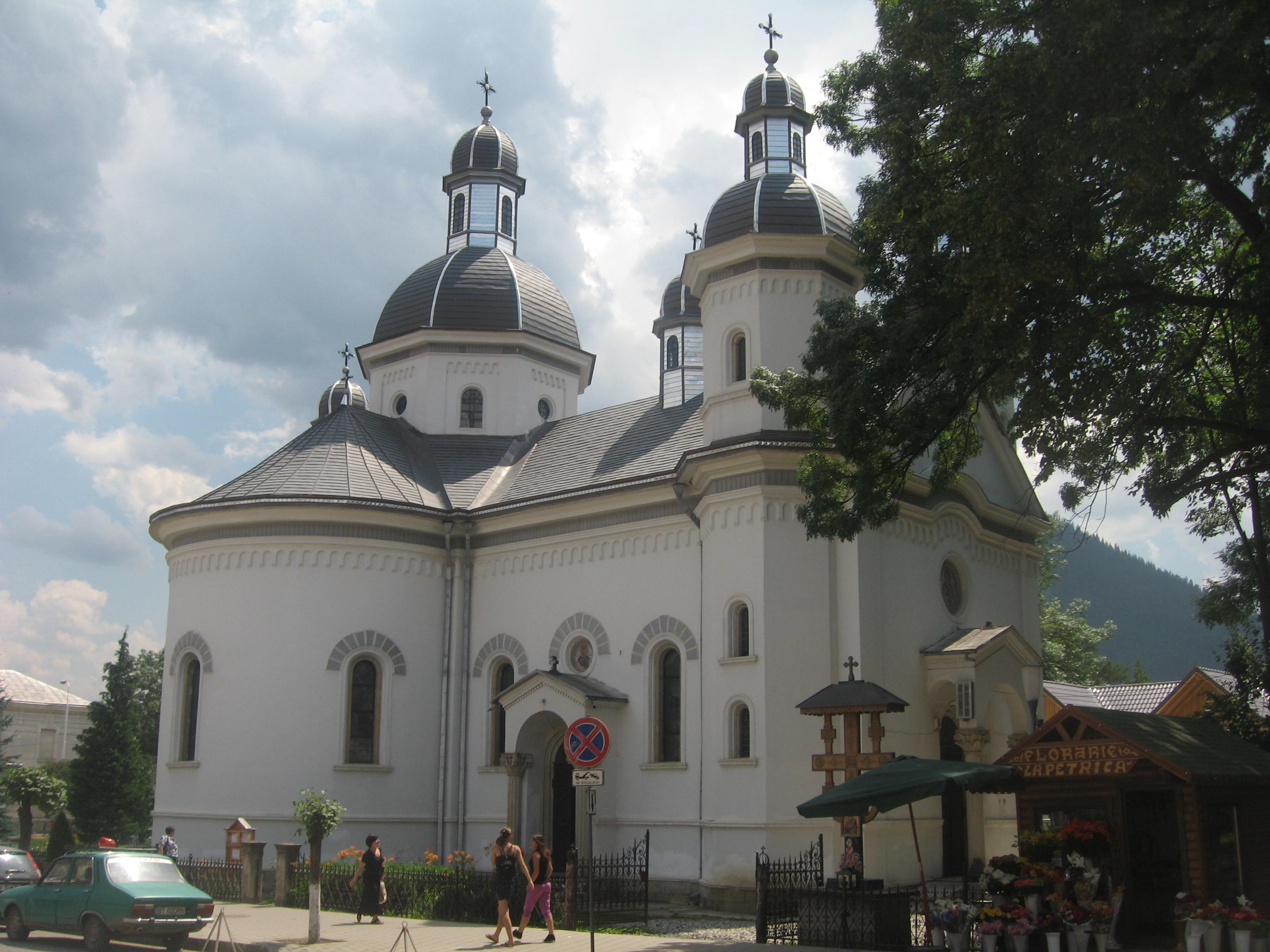
Vedere dinspre nord-vest
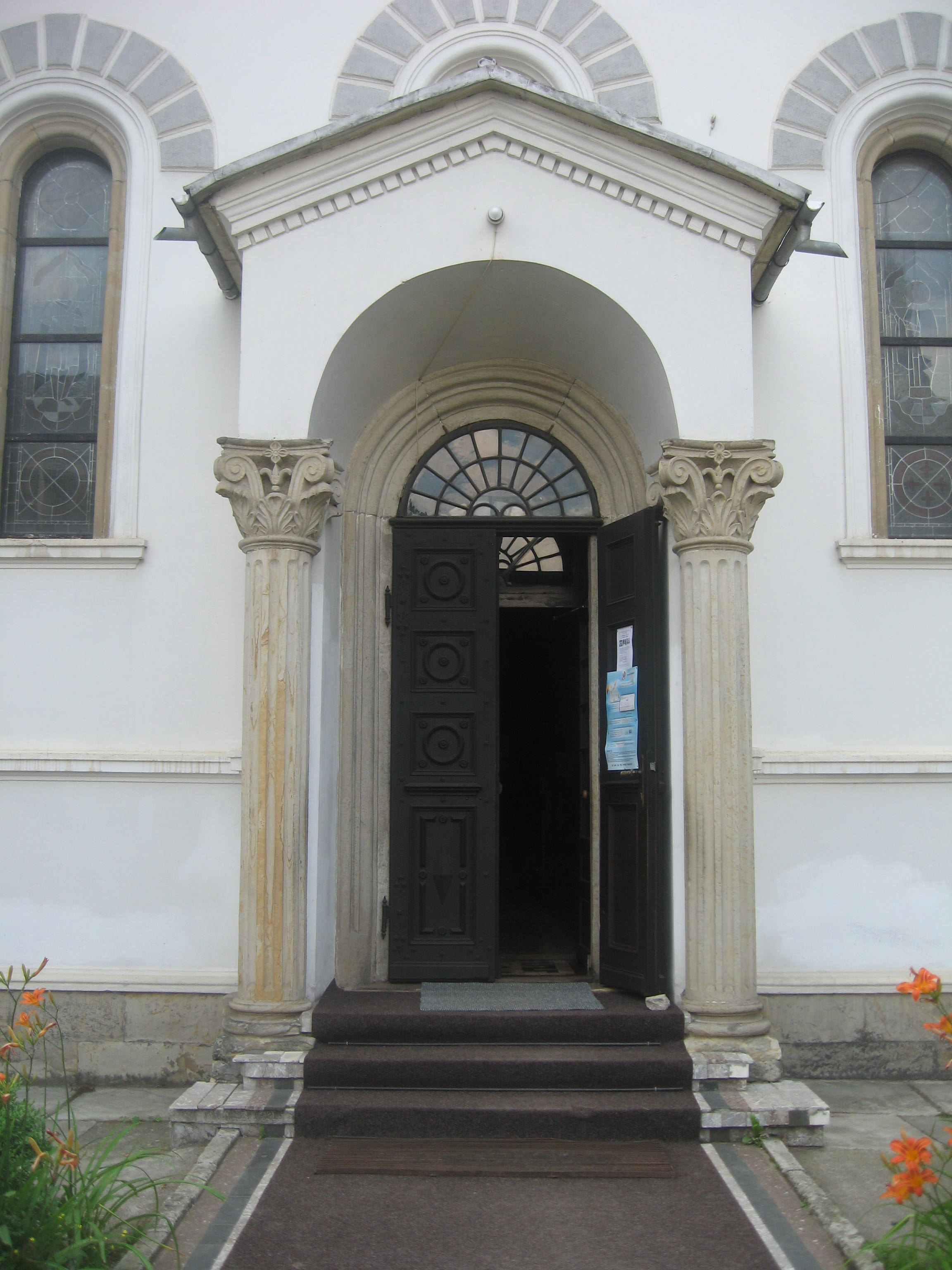
Portalul de intrare de pe latura nordică
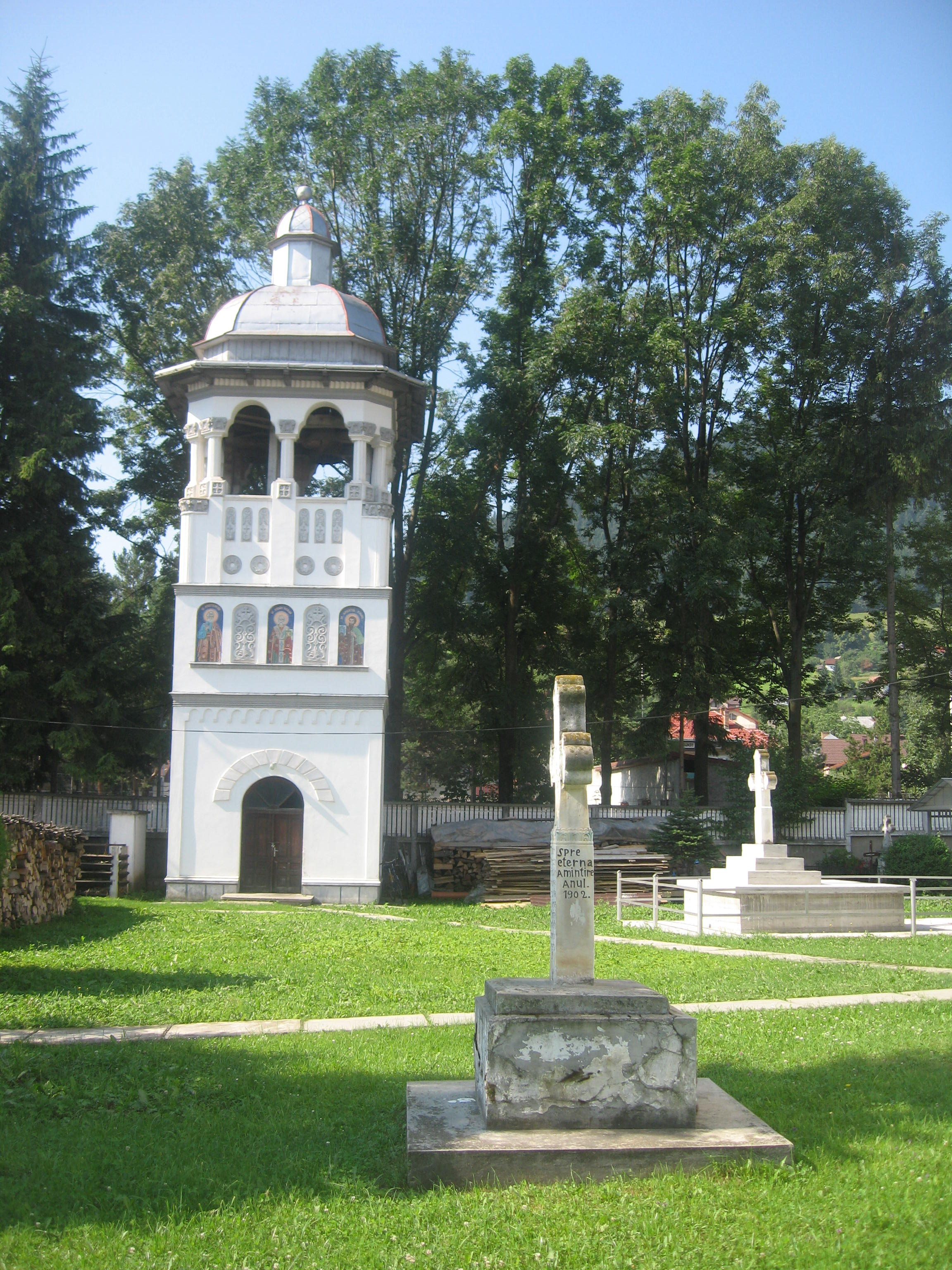
Clopotnița și crucea din 1902
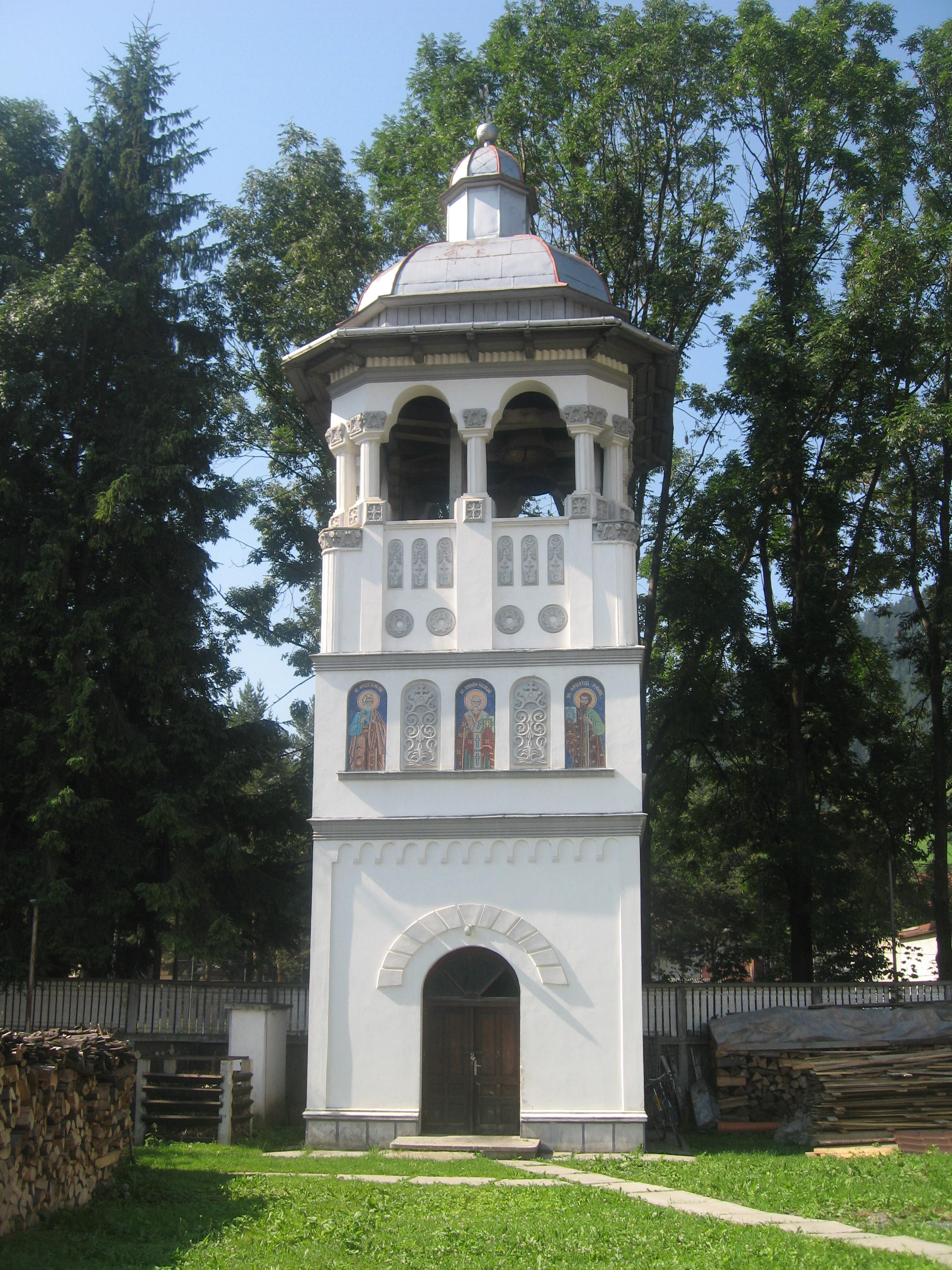
Clopotnița bisericii
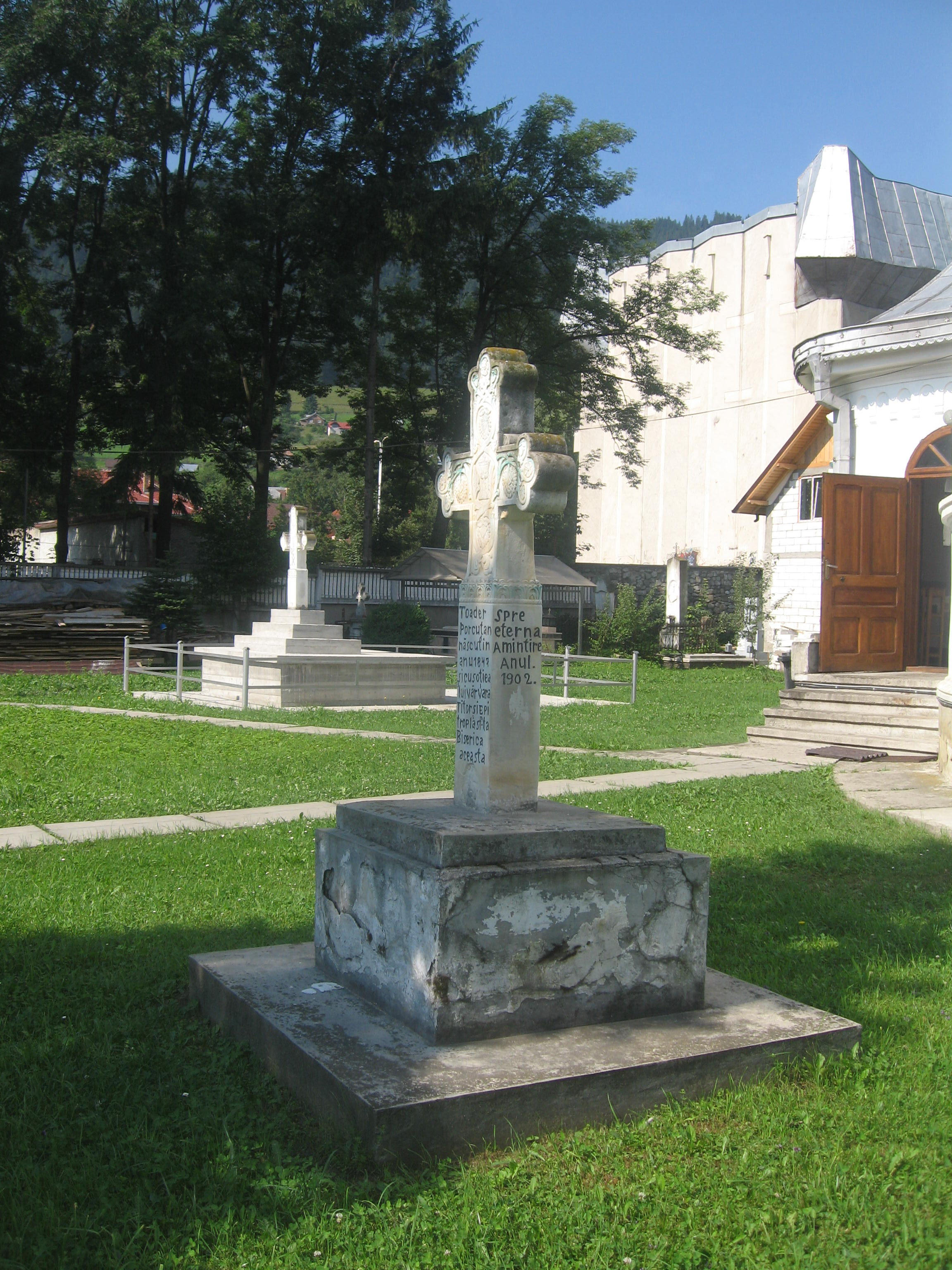
Cruce de piatră amplasată în curtea bisericii în 1902
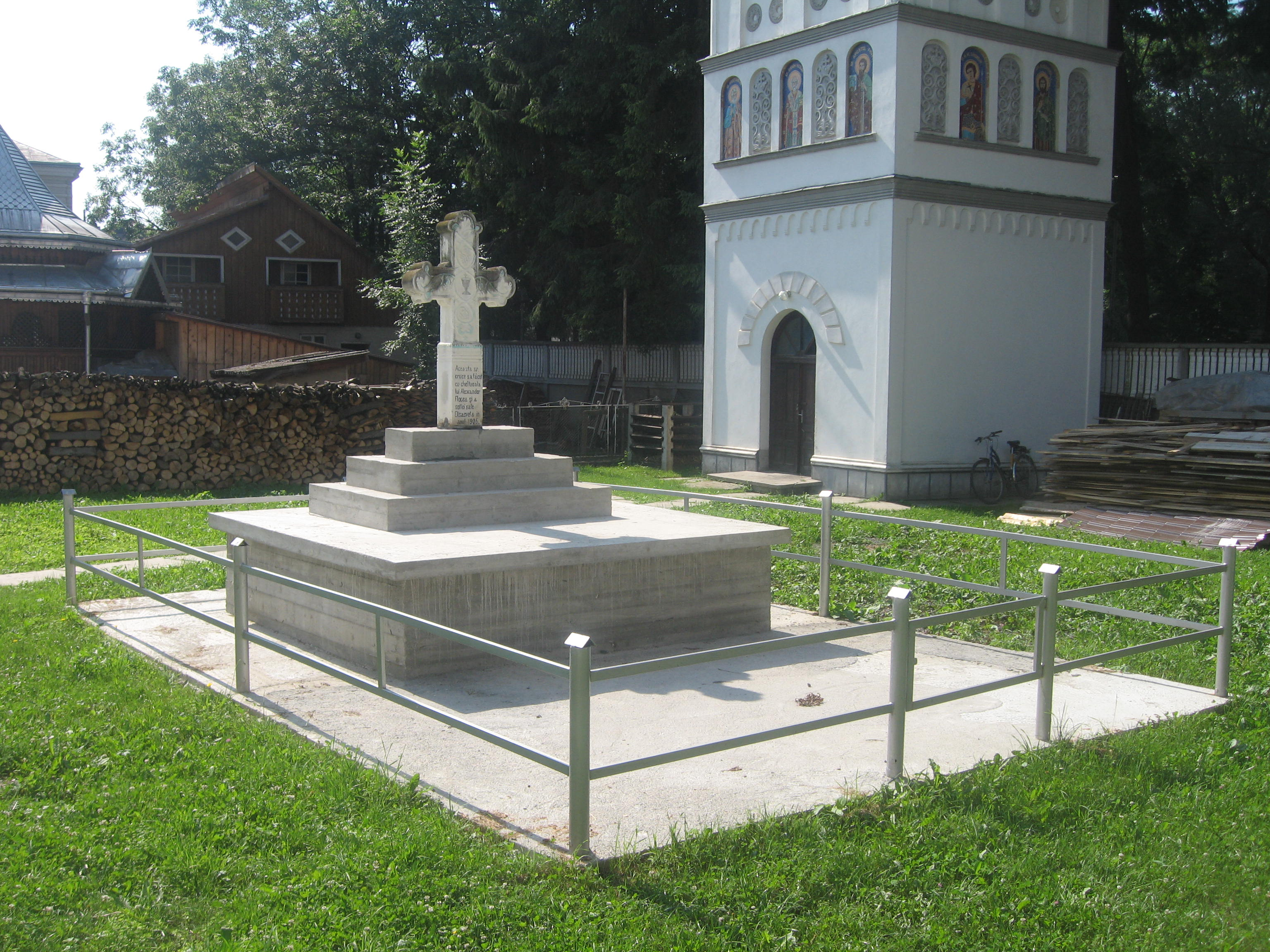
Cruce de piatră amplasată în curtea bisericii în 1906
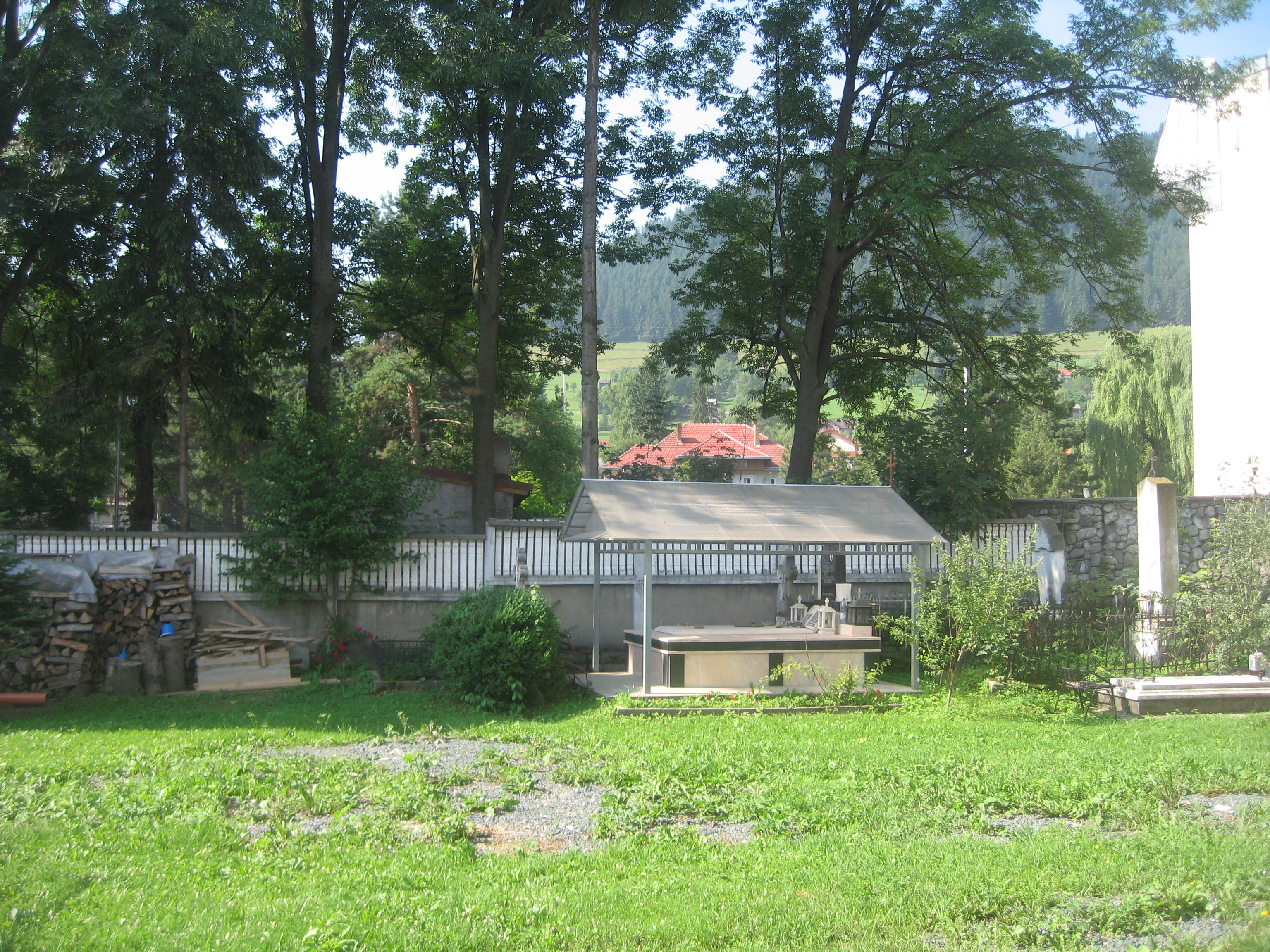
Mormintele preoțești aflate în partea de sud a curții bisericii.
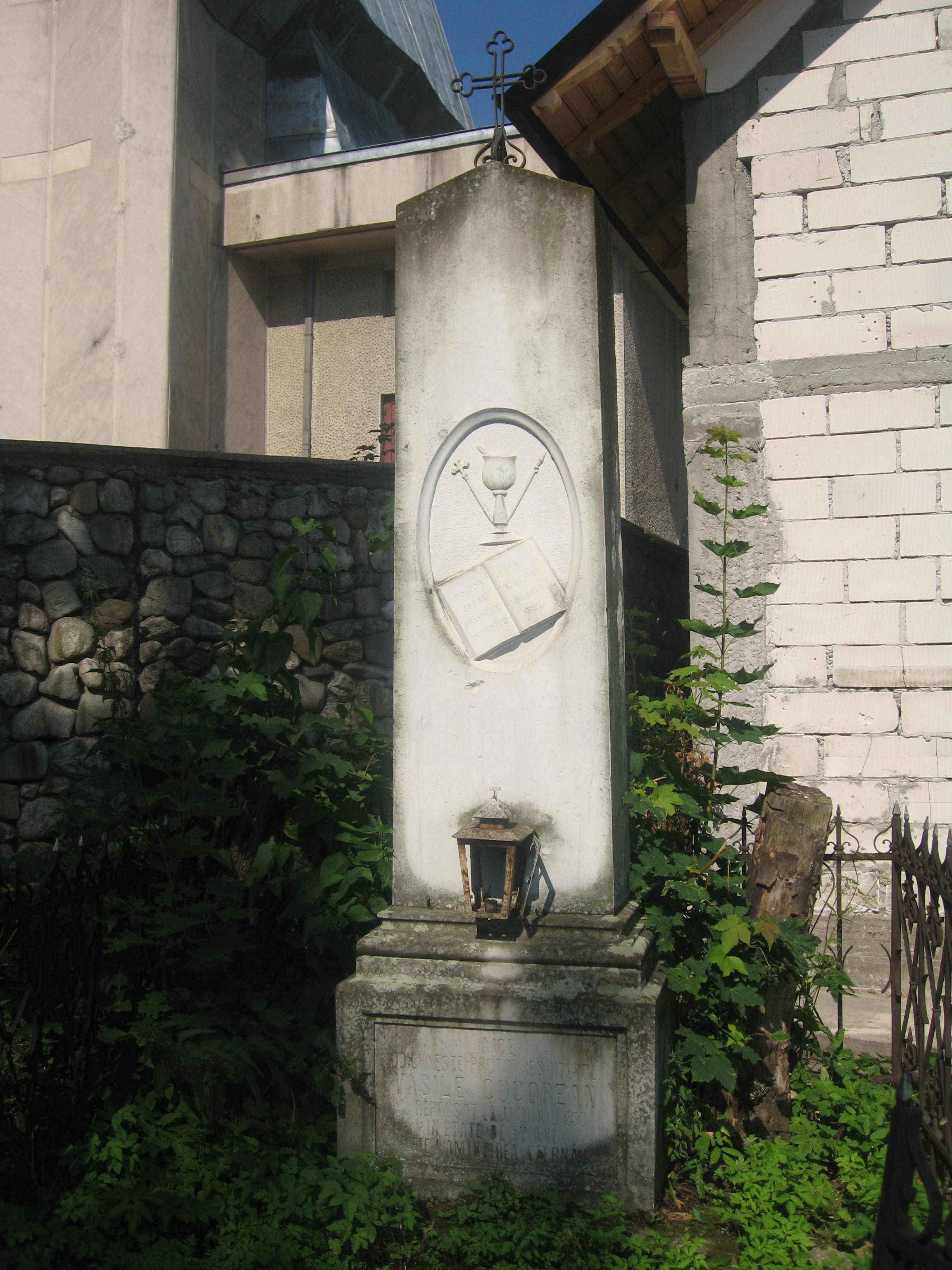
Mormântul preotului Vasile Cocorean (1832–1890), în timpul căruia s-a început construirea bisericii.
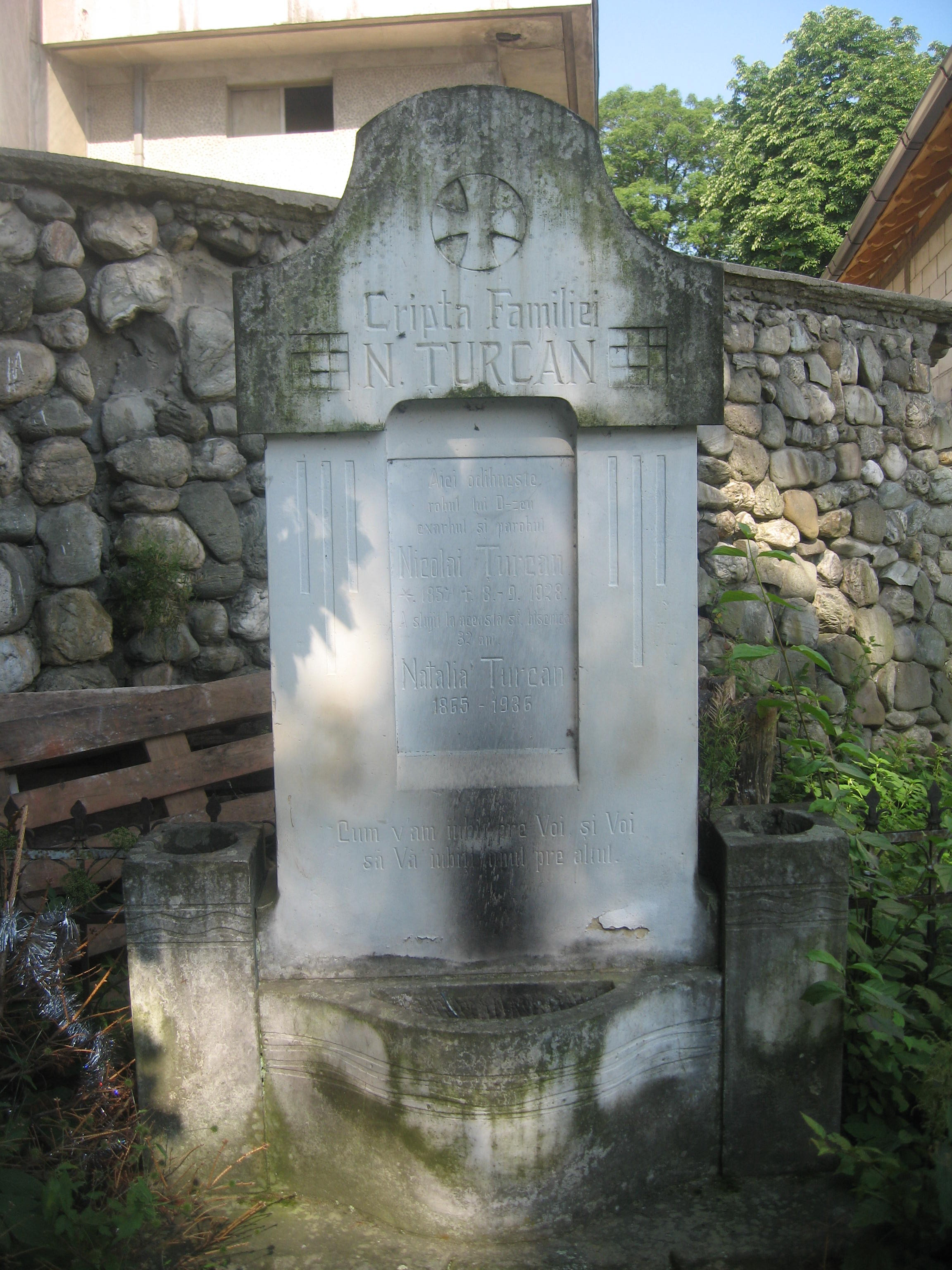
Mormântul preotului Nicolae Țurcan (1857–1928)
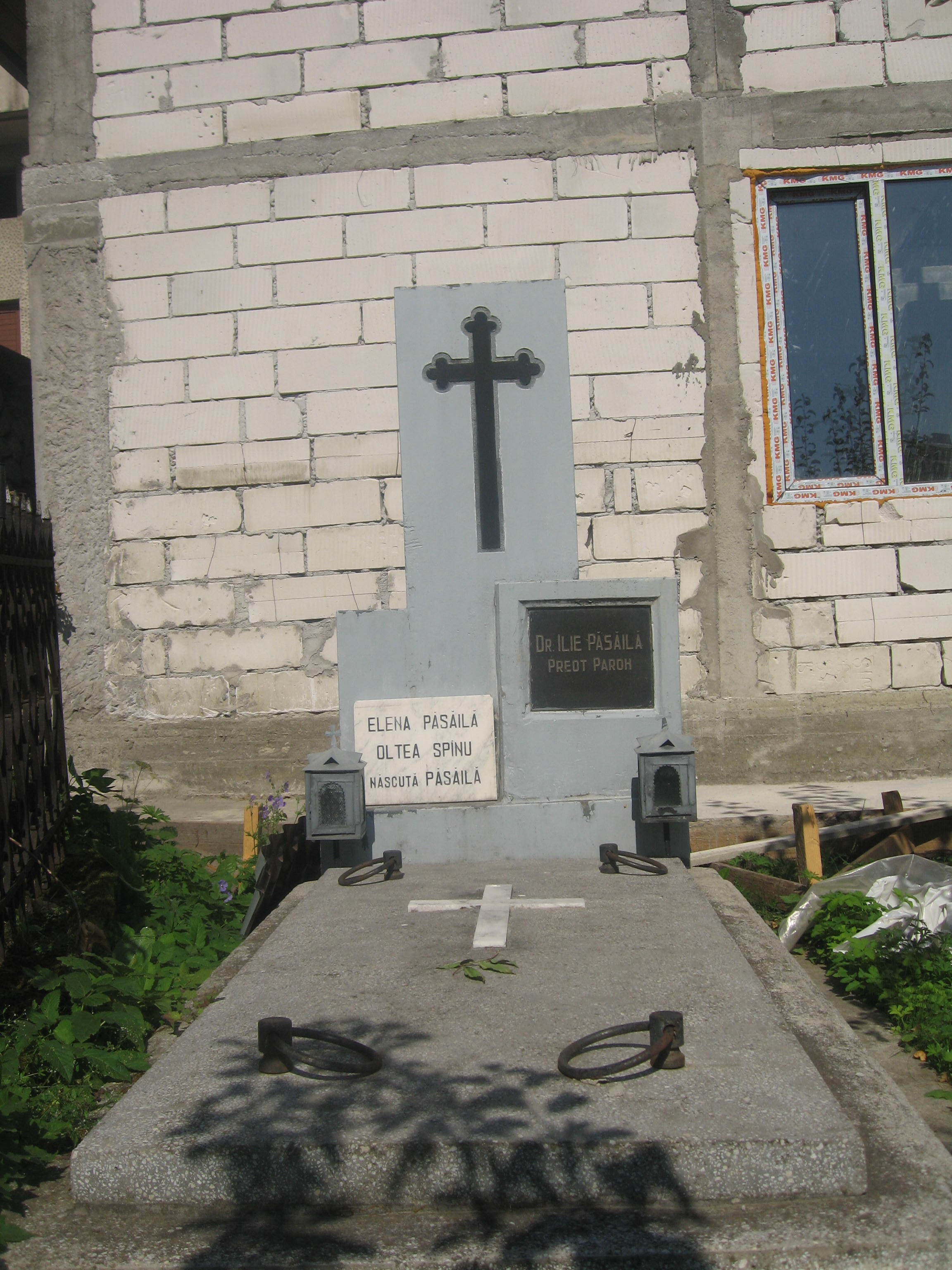
Mormântul preotului dr. Iie Păsăilă (1882–1945)